# Coloradas de los Chávez
Coloradas de los Chávez är en ort i Mexiko.   Den ligger i kommunen Guadalupe y Calvo och delstaten Chihuahua, i den nordvästra delen av landet, 1 100 km nordväst om huvudstaden Mexico City. Coloradas de los Chávez ligger 2 166 meter över havet och antalet invånare är 396.
Terrängen runt Coloradas de los Chávez är huvudsakligen kuperad, men åt sydväst är den bergig. Terrängen runt Coloradas de los Chávez sluttar västerut. Runt Coloradas de los Chávez är det mycket glesbefolkat, med 6 invånare per kvadratkilometer. Coloradas de los Chávez är det största samhället i trakten. I omgivningarna runt Coloradas de los Chávez växer huvudsakligen savannskog.